# Вейль, Андре
Андре́ Вейль (фр. André Weil; 6 мая 1906, Париж — 6 августа 1998, Принстон) — французский математик, внёсший значительный вклад в алгебраическую геометрию и топологию, член группы Бурбаки.
Член Французской академии наук (1982), иностранный член Лондонского королевского общества (1966).

## Биография
Родился в еврейской семье из Эльзаса, сестра — философ Симона Вейль. Окончил Высшую нормальную школу, был учеником Жака Адамара и Эмиля Пикара, там же сблизился с ключевыми участниками группы Бурбаки, в том числе с Картаном, Шевалле, Дьёдонне. Во время Второй мировой войны эмигрировал в США, работал в Чикагском университете и Институте перспективных исследований в Принстоне.
Важнейшие труды — в области алгебраической геометрии, которую сумел обосновать с нужным уровнем строгости, также получил важные результаты в функциональном анализе, в частности, в теории меры и интегрирования в топологических группах, и теории чисел, к которой применил аппарат гомологической алгебры (когомологии Галуа) и функционального анализа. В дальнейшем развитии математики большую роль сыграли гипотезы Вейля, которые указывали на связь дискретного мира алгебраических многообразий с непрерывным миром топологии; эти гипотезы были доказаны главным образом Александром Гротендиком и Пьером Делинем. 
В значительной мере на взгляды учёного оказала философия структурализма, привлёкшая его благодаря личному знакомству c Клодом Леви-Строссом, к одной из книг которого «Элементарные структуры родства» Вейль написал математическое приложение. Эти воззрения отражены в ряде работ Бурбаки, где математика представляется как изучение строящихся по определённой системе математических структур.
Лауреат премии Вольфа за 1979 год.
Наиболее известные ученики — Пьер Картье и Питер Свиннертон-Дайер.

## Книги на русском языке
- Вейль А. Интегрирование в топологических группах и его применения. — М: ИЛ, 1950
- Вейль А. Введение в теорию кэлеровых многообразий. — М: ИЛ, 1961
- Вейль А. Основы теории чисел. — М: Мир, 1972
- Вейль А. Эллиптические функции по Эйзенштейну и Кронекеру. — М: Мир, 1978